# Igreja Metodista Episcopal
A Igreja Metodista Episcopal (MEC) foi a maior e mais antiga denominação metodista dos Estados Unidos, desde sua fundação em 1784 até 1939. Foi também a primeira denominação religiosa dos EUA a se organizar nacionalmente. Em 1939, a MEC se reuniu com duas denominações metodistas separatistas (a Igreja Metodista Protestante [en] e a Igreja Metodista Episcopal do Sul [en]) para formar a Igreja Metodista. Em 1968, a Igreja Metodista se fundiu com a Igreja Evangélica dos Irmãos Unidos [en] para formar a Igreja Metodista Unida.
As origens da MEC estão no Primeiro Grande Despertar, quando o metodismo surgiu como um movimento de reavivamento evangélico dentro da Igreja da Inglaterra que enfatizava a necessidade de nascer de novo e a possibilidade de alcançar a perfeição cristã. Na década de 1760, o metodismo havia se espalhado pelas Treze Colônias, e sociedades metodistas foram formadas sob a supervisão de John Wesley. Assim como na Inglaterra, os metodistas americanos permaneceram afiliados à Igreja da Inglaterra, mas esse estado de coisas tornou-se insustentável após a Revolução Americana. Em resposta, Wesley ordenou os primeiros presbíteros metodistas para a América em 1784. Sob a liderança de seus primeiros bispos, Thomas Coke [en] e Francis Asbury, a Igreja Metodista Episcopal adotou a política episcopal e um modelo itinerante de ministério que viu os cavaleiros de circuito [en] atenderem às necessidades religiosas de uma população ampla e móvel.
O metodismo primitivo era contracultural por seu posicionamento antielitista e antiescravagista, atraindo especialmente afro-americanos e mulheres. Embora tenha sido alvo de críticas e ridicularizado como movimento fanático, a Igreja Metodista Episcopal continuou a crescer, especialmente durante o Segundo Grande Despertar, quando o reavivamento metodista e as reuniões de acampamento tiveram grande influência na cultura americana. No início do século XIX, a MEC se tornou a maior e mais influente denominação religiosa nos Estados Unidos. Com o crescimento, houve também uma maior institucionalização e respeitabilidade, o que gerou críticas internas sobre a perda de vitalidade e de compromisso com os princípios wesleyanos [en], como a crença na perfeição cristã e a oposição à escravidão.
À medida que o metodismo se consolidava no sul dos Estados Unidos, os líderes da igreja tornaram-se menos inclinados a condenar a escravidão ou a conceder aos pregadores e congregações afro-americanos os mesmos direitos que seus colegas euro-americanos. Em resposta, várias igrejas negras foram fundadas, incluindo a Igreja Metodista Episcopal Africana e a Igreja Metodista Episcopal Africana de Sião [en]. No entanto, na década de 1830, um movimento abolicionista dentro da MEC dificultou a manutenção de uma posição neutra em relação à escravidão. Isso levou à divisão da igreja em 1845, quando os metodistas pró-escravidão do sul formaram a Igreja Metodista Episcopal do Sul. Simultaneamente, o movimento de santidade, focado na experiência da perfeição cristã, surgiu como um movimento de renovação dentro da MEC, mas acabou resultando em dissidências, como a formação da Igreja Metodista Livre e da Igreja Metodista Wesleyana. Devido à imigração em larga escala de católicos, a Igreja Católica acabou superando a MEC como a maior denominação religiosa nos Estados Unidos no final do século XIX.

## História da Igreja Metodista

### Contexto (1766-1783)

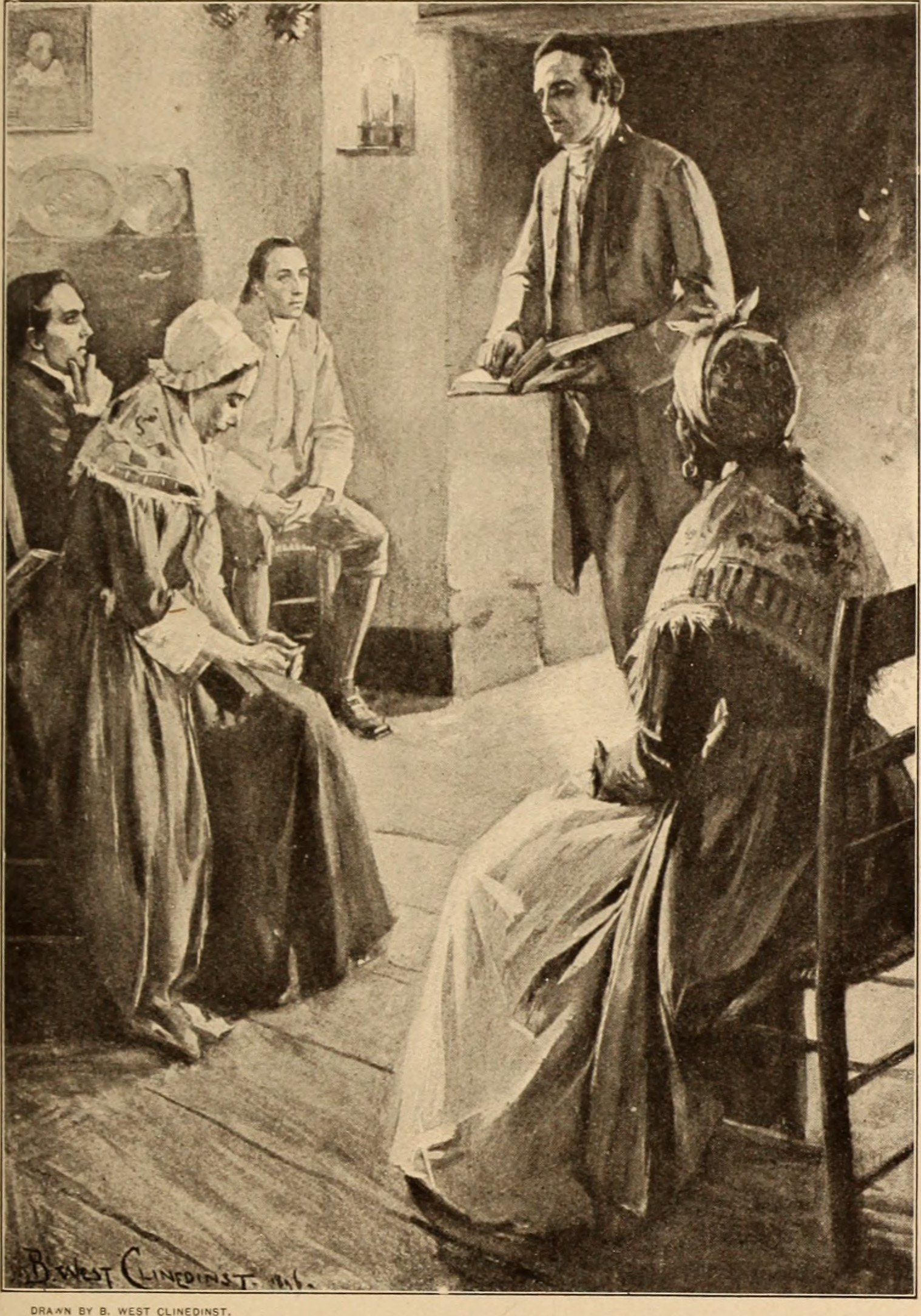
Philip Embury pregando durante a primeira reunião metodista na cidade de Nova York.

A Igreja Metodista Episcopal teve sua origem na disseminação do metodismo fora da Inglaterra, nas Treze Colônias, durante a década de 1760. O metodismo havia se desenvolvido a partir do ministério de John Wesley, um sacerdote da Igreja da Inglaterra (ou Igreja Anglicana), que pregava uma mensagem evangélica centrada na justificação pela fé, no arrependimento, na certeza da salvação e na doutrina da perfeição cristã.
Wesley permaneceu fiel à Igreja da Inglaterra e organizou seus seguidores em sociedades e classes paraeclesiásticas com o objetivo de promover o reavivamento espiritual dentro da Igreja da Inglaterra. Esperava-se que os membros das sociedades metodistas frequentassem e recebessem a eucaristia em suas igrejas paroquiais locais, mas Wesley também recrutava e supervisionava pregadores leigos para o ministério itinerante.
Cada circuito era formado por cerca de quinze a vinte sociedades, com dois a quatro pregadores itinerantes designados para cada circuito anualmente. Um dos pregadores seria nomeado “assistente” e ficaria responsável por coordenar as atividades dos outros pregadores itinerantes no circuito, que eram chamados de “ajudantes”. Wesley distribuía as tarefas de pregação por meio de uma conferência anual.
Em 1769, Wesley enviou os itinerantes Robert Williams, Richard Boardman e Joseph Pilmore para supervisionar os metodistas na América, após saber que as sociedades já haviam sido organizadas por Philip Embury [en], Robert Strawbridge [en] e Thomas Webb [en] em 1766. Em 1773, Wesley nomeou Thomas Rankin como assistente geral, confiando-lhe a liderança de todos os pregadores e sociedades metodistas na América. No dia 4 de julho de 1773, Rankin presidiu a primeira conferência anual em solo americano, na Filadélfia. Naquela época, havia 1.160 metodistas na América, liderados por dez pregadores leigos. Os pregadores metodistas itinerantes seriam conhecidos como "cavaleiros de circuito" (circuit riders).
As sociedades metodistas na América continuaram operando dentro da Igreja da Inglaterra, com vários padres anglicanos apoiando o trabalho metodista. Esses clérigos participavam das reuniões metodistas e administravam os sacramentos. Entre eles, destacaram-se Charles Pettigrew, da Carolina do Norte, Samuel Magaw, de Dover e, mais tarde, da Filadélfia, e Uzel Ogden, de Nova Jersey. O clérigo anglicano Devereux Jarratt foi um dos mais ativos apoiadores, fundando sociedades metodistas na Virgínia e na Carolina do Norte.

### Fundação (1784)

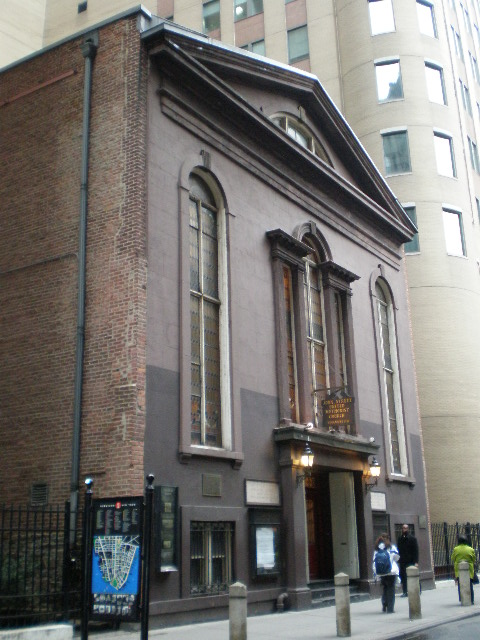
Fundada em 1766, a Igreja Metodista de John Street, na cidade de Nova York, é a congregação metodista mais antiga da América do Norte. A terceira e atual igreja nesse local foi construída em 1841.

A Revolução Americana rompeu os laços com a Inglaterra, causando desordem na Igreja Anglicana nos Estados Unidos. Devido à escassez de ministros anglicanos, os metodistas americanos ficaram impossibilitados de receber os sacramentos do batismo e da eucaristia. Em resposta a essa situação, em 1º de setembro de 1784, John Wesley ordenou pessoalmente dois metodistas como presbíteros para a América, concedendo-lhes o direito de administrar os sacramentos, e também nomeou Thomas Coke, que já era sacerdote anglicano, como superintendente, com autoridade para ordenar outros clérigos metodistas.
Como Wesley não era bispo, sua ordenação de Coke e dos outros não foi reconhecida pela Igreja da Inglaterra, marcando, assim, a separação do metodismo americano da Igreja Anglicana. Wesley baseou suas ações na crença de que a ordem de bispo e sacerdote eram equivalentes, conferindo a ambos o poder de ordenar outros ministros.
A conferência de fundação da Igreja Metodista Episcopal, conhecida como Conferência de Natal [en], ocorreu em dezembro de 1784, na Igreja Metodista de Lovely Lane, em Baltimore, Maryland. Durante essa conferência, Coke ordenou Francis Asbury como co-superintendente, conforme os desejos de Wesley. Asbury estava servindo como assistente geral desde o retorno de Thomas Rankin à Inglaterra. Philip Otterbein [en], nascido na Alemanha e mais tarde co-fundador da Igreja dos Irmãos Unidos em Cristo [en], também participou da ordenação de Asbury.
A conferência adotou os Artigos de Religião [en] preparados por Wesley, baseados nos Trinta e Nove Artigos da Igreja da Inglaterra, como declaração doutrinária para a nova igreja. Também foi adotada uma versão resumida do Livro de Oração Comum da Igreja da Inglaterra, chamada The Sunday Service of the Methodists; With Other Occasional Services, fornecida por Wesley. No entanto, os metodistas americanos preferiam uma adoração não litúrgica, e o Sunday Service foi amplamente ignorado.
A conferência estabeleceu uma organização com superintendentes, anciãos, diáconos, pregadores itinerantes e pregadores locais. Os pregadores itinerantes, que trabalhavam em tempo integral no ministério itinerante, eram sustentados financeiramente pelas sociedades que atendiam. Já os pregadores locais, que procuravam empregos seculares, pregavam aos domingos em suas comunidades locais. Os diáconos eram pregadores autorizados por um superintendente a oficiar casamentos, funerais, batizar e auxiliar os presbíteros na administração da Ceia do Senhor. Apenas os presbíteros ordenados podiam administrar a Ceia do Senhor e eram responsáveis pelos circuitos. No ano de sua fundação, a igreja contava com 14.986 membros e 83 pregadores.

#### Características iniciais
| Ano  | Membros   |
| ---- | --------- |
| 1784 | 14,986    |
| 1785 | 18,000    |
| 1786 | 20,681    |
| 1787 | 25,842    |
| 1788 | 37,354    |
| 1789 | 43,262    |
| 1790 | 57,631    |
| 1791 | 63,269    |
| 1792 | 65,980    |
| 1793 | 67,643    |
| 1794 | 66,608    |
| 1795 | 60,291    |
| 1796 | 56,664    |
| 1797 | 58,663    |
| 1798 | 60,169    |
| 1799 | 61,351    |
| 1808 | 151,995   |
| 1809 | 163,038   |
| 1810 | 174,560   |
| 1811 | 184,567   |
| 1812 | 195,357   |
| 1813 | 214,307   |
| 1814 | 211,129   |
| 1925 | 4,516,806 |
| 1929 | 4,589,664 |
| 1931 | 4,135,775 |
| 1933 | 4,140,152 |
| 1935 | 4,345,108 |
| 1937 | 4,364,342 |

As características iniciais do metodismo foram marcadas por uma forte atração de diversos grupos sociais, incluindo escravos, brancos pobres e pessoas de classes médias, como artesãos, lojistas, pequenos comerciantes e pequenos plantadores. Esses grupos se sentiram atraídos pela crítica do metodismo ao mundanismo da nobreza. A Igreja Metodista Episcopal, em particular, se destacou por sua condenação da escravidão, o que atraiu especialmente os escravos e negros livres. Líderes metodistas proeminentes, como Thomas Coke, Francis Asbury e Freeborn Garrettson, pregavam uma mensagem antiescravagista, e a Conferência de Natal determinou que todos os leigos e pregadores metodistas libertassem seus escravos. Embora os afro-americanos ainda não fossem ordenados e as classes fossem segregadas racialmente, surgiram importantes líderes afro-americanos, como Harry Hosier [en], que estava associado a Asbury e Coke.
Devido ao repúdio consciente do metodismo aos valores e estilos de vida da classe alta, as mulheres da elite que se converteram assumiram um papel de caráter revolucionário. Embora as mulheres não ocupassem papéis formais de liderança (embora algumas liderassem classes de maneira ocasional), elas desempenhavam um papel significativo na evangelização por meio de relações de classe, redes familiares, correspondência e atividades domésticas. Era comum que tanto mulheres quanto escravos fizessem exortações públicas, que eram depoimentos e narrativas pessoais de conversão, diferenciando-se dos sermões, pois os exortadores não usavam um texto específico da Bíblia.
As reuniões e cultos metodistas eram geralmente caracterizados por estilos de adoração emocionais e demonstrativos. Durante o processo de conversão, era comum que os participantes experimentassem tremores, gemidos, gritos ou caíssem no chão como se estivessem mortos. Essas experiências corporais, junto com as práticas ascéticas metodistas e as alegações de comunicação direta com o Espírito Santo, levaram seus opositores a acusar o metodismo de ser uma forma de entusiasmo religioso que causava insanidade. Além disso, devido às suas doutrinas arminianas, o trabalho evangelístico da Igreja Metodista Episcopal frequentemente enfrentava oposição dos calvinistas.

### Crescimento, a primeira Conferência Geral e o Cisma de O'Kelly (1785-1792)
Thomas Coke retornou à Grã-Bretanha em 1785, mas voltou aos Estados Unidos em 1787 com instruções escritas de John Wesley. Wesley ordenou a realização de uma conferência e a nomeação de Richard Whatcoat [en] como superintendente. Durante a conferência, James O'Kelly [en] e Jesse Lee [en] lideraram a oposição a Coke e à autoridade de Wesley. Muitos pregadores se sentiram ofendidos pela percepção de que Coke e Wesley estavam assumindo o controle das decisões da igreja americana. Havia também o temor de que a nomeação de Whatcoat pudesse levar à destituição de Francis Asbury, o que levou a conferência a rejeitar a nomeação de Whatcoat, embora ele fosse eleito em 1800. Em 1788, o título de superintendente foi alterado para bispo.
A reputação de Coke entre os metodistas americanos foi ainda mais prejudicada quando suas negociações secretas para uma possível união com a Igreja Episcopal (como os anglicanos americanos passaram a se chamar) foram descobertas. Coke havia se correspondido e se encontrado com William White, bispo presidente da Igreja Episcopal, para discutir a redução dos padrões ministeriais episcopais, a reordenação dos pregadores metodistas e a reconsagração de Coke e Asbury como bispos episcopais. Quando Asbury tomou conhecimento dessas negociações, ele impediu que o plano de fusão fosse considerado.
Apesar das controvérsias sobre autoridade, a Igreja Metodista Episcopal continuou a crescer. Em 1788, a igreja contava com 37.354 membros, sendo 6.545 afro-americanos. O número de circuitos aumentou para 85 e o número de conferências anuais passou para seis. No ano seguinte, o número de conferências anuais cresceu para onze. A igreja começou também a expandir significativamente além das cordilheiras dos Apalaches e das montanhas Allegheny. Em 1791, um circuito foi estabelecido no Alto Canadá por William Losee [en]. Foi também durante esse período que a primeira faculdade metodista da América foi fundada: a Faculdade Cokesbury, em Maryland, embora a instituição tenha sido de curta duração.
Esse crescimento trouxe à tona problemas no processo de tomada de decisões da igreja. Como cada conferência anual precisava aprovar a legislação antes de sua promulgação, isso se tornou difícil com o aumento do número de conferências. A necessidade de uma estrutura centralizada levou à criação de um conselho de bispos e presbíteros presidentes (responsáveis por supervisionar distritos com vários circuitos) em 1789, mas o conselho foi abolido após se reunir apenas duas vezes.
Com o fracasso do conselho, uma Conferência Geral foi realizada em novembro de 1792 em Baltimore. Esta primeira Conferência Geral concedeu a si mesma o poder legislativo sobre a igreja, determinou que se reuniria a cada quatro anos e decidiu que os membros das conferências gerais e anuais seriam compostos por todos os presbíteros, diáconos e pregadores itinerantes. Pregadores locais e outros membros leigos não tinham direito a voto.
Na Conferência Geral, surgiu uma disputa sobre o poder dos bispos para designar pregadores para os circuitos. O'Kelly e seus apoiadores queriam o direito de recorrer das designações para a conferência, mas essa proposta foi derrotada. Em resposta, eles se separaram para formar a Igreja Metodista Republicana, iniciando o primeiro cisma no metodismo americano. O nome "republicano" reflete o desejo desse grupo por uma igreja mais igualitária e sua oposição ao governo centralizado e à política episcopal da Igreja Metodista Episcopal. A Igreja Metodista Episcopal perdeu cerca de um quinto de seus membros e só voltaria a crescer novamente em 1800. Em 1801, os metodistas republicanos abandonaram o rótulo de metodistas e se fundiram com outros grupos, formando a Conexão Cristã [en], um precursor da Igreja Unida de Cristo.

### Desenvolvimento organizacional, reuniões de acampamento e metodistas afro-americanos (1793-1816)

#### Desenvolvimento de uma constituição
A segunda Conferência Geral foi realizada em Baltimore, em outubro de 1796. Durante essa conferência, o número de conferências anuais foi reduzido para seis e, pela primeira vez, foram estabelecidos limites geográficos para essas conferências. Com fronteiras definidas, passou a ser claro que os pregadores pertenciam a uma conferência anual específica. A Conferência Geral também determinou que a propriedade das igrejas locais deveria ser mantida em confiança para a Igreja Metodista Episcopal. Além disso, os pregadores locais se tornaram elegíveis para ordenação como diáconos após quatro anos de serviço.
A necessidade de outro bispo foi reconhecida devido às frequentes viagens de Thomas Coke à Grã-Bretanha. Coke era uma figura importante na Igreja Metodista Wesleyana [en] da Grã-Bretanha, que se separou da Igreja Anglicana após a morte de John Wesley em 1791. Na terceira Conferência Geral, realizada em maio de 1800, Richard Whatcoat foi finalmente eleito bispo, ocupando uma posição que auxiliaria Francis Asbury.

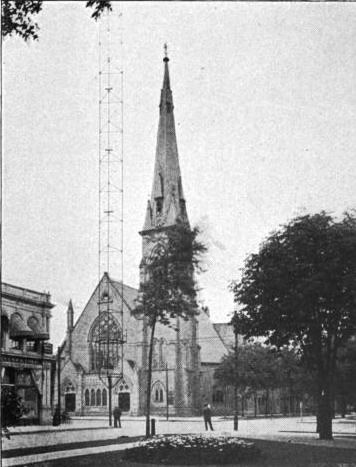
Fundada em 1810, a Igreja Metodista Unida Central de Detroit é a igreja protestante mais antiga de Michigan. O prédio atual foi construído em 1866.

Com a introdução dos limites geográficos para as conferências anuais em 1796, essas conferências passaram a atuar de forma mais independente, exigindo representação proporcional na Conferência Geral. Como a Conferência Geral se reunia frequentemente em Baltimore, as conferências mais próximas da cidade, como as de Filadélfia e Baltimore, passaram a dominar os encontros. Na Conferência Geral de 1804, essas duas conferências juntas enviaram 70 pregadores, enquanto as outras cinco conferências enviaram apenas 42 pregadores.
Para resolver esse desequilíbrio, a representação delegada na Conferência Geral foi introduzida em 1808. Cada conferência anual passou a ter o direito de enviar um representante para cada cinco membros da conferência. Nesse mesmo ano, os Regulamentos Restritivos foram adotados, estabelecendo regras que funcionavam como uma constituição para a igreja. Essas regras proibiam a Conferência Geral de modificar os padrões doutrinários e o governo episcopal da igreja, a menos que as emendas fossem aprovadas por todas as conferências anuais. Em 1808, William McKendree [en] foi eleito o quarto bispo da Igreja Metodista Episcopal, sendo o primeiro bispo nascido nos Estados Unidos, sucedendo o falecido Whatcoat.
A Conferência Geral de 1812 foi a primeira a se reunir sob as novas regras estabelecidas em 1808. Realizada em Nova York, essa conferência tornou os diáconos locais elegíveis para ordenação como presbíteros. Também foram criadas as Conferências de Ohio e Tennessee, substituindo a antiga Conferência Oeste. Com isso, o número total de conferências aumentou para nove, incluindo as conferências de Nova York, Nova Inglaterra, Genesee (que abrangia circuitos no Alto e Baixo Canadá), Carolina do Sul, Virgínia, Baltimore e Filadélfia.

#### Conferência Geral de 1816
O ano de 1816 marcou o fim de uma era para a Igreja Metodista Episcopal (MEC). Nesse ano, Francis Asbury e Jesse Lee faleceram, e Thomas Coke morreu em 1814 enquanto realizava trabalho missionário para a Conferência Britânica. Esses homens haviam defendido o modelo itinerante de ministério, o qual deixou de ser central após suas mortes. Com a partida de Asbury, a Conferência Geral de 1816 elegeu Enoch George [en] e Robert Richford Roberts [en] como bispos, para servir ao lado de William McKendree.
A Conferência Geral desaprovou o aluguel de bancos como meio de arrecadar fundos para a igreja, embora essa orientação tenha sido amplamente ignorada, à medida que mais igrejas metodistas começaram a adotar a prática. Também surgiram preocupações sobre a percepção de uma certa frouxidão nos padrões metodistas em relação à disciplina, doutrina, vestimenta e práticas sacramentais.
Além disso, havia uma preocupação crescente com o surgimento de falsas doutrinas, como o arianismo, o socinianismo e o pelagianismo, em algumas regiões. Para melhorar a preparação dos candidatos ao ministério, os bispos foram instruídos a criar um Curso de Estudos com uma lista de leituras prescritas, marcando o primeiro esforço formal para estabelecer um processo de preparação teológica. Esse curso refletia a contínua dependência do metodismo americano em relação aos teólogos britânicos. A lista de leituras incluía os Sermões e Anotações de John Wesley, Verificações do Antinomianismo em quatro volumes de John Fletcher, os Sermões em Várias Ocasiões de Joseph Benson [en] e o Comentário sobre a Bíblia Sagrada em seis volumes de Thomas Coke. Essas obras moldaram a compreensão doutrinária metodista americana no século seguinte.
A Conferência Geral também designou Joshua Soule [en] e Thomas Mason para o comando da Methodist Book Concern, a editora da igreja, e ordenou a publicação de um periódico mensal, The Methodist Magazine. A revista rapidamente alcançou uma circulação de 10.000 exemplares, em uma época em que os periódicos seculares populares tinham circulações entre 4.000 e 5.000 exemplares. The Methodist Magazine, mais tarde renomeada como Methodist Quarterly Review, foi publicada de forma contínua entre 1818 e 1932, mantendo uma longevidade superior a qualquer outra publicação religiosa da época.
Durante esse período, a igreja continuou a expandir. Por volta de 1800, o metodismo se estendeu para a região ao redor de Cincinnati, Ohio, e, em 1807, a primeira igreja metodista foi construída na cidade. Em 1809, William Case foi enviado como missionário a Detroit, no Território de Michigan, e no ano seguinte, William Mitchell organizou a Igreja Metodista Unida Central [en], a mais antiga congregação protestante de Michigan.
Em 1808, Matthew P. Sturdevant estabeleceu um novo circuito ao longo das margens do rio Tombigbee, no Alabama. Nos anos de 1809 e 1810, John Crane organizou novos circuitos no Alto Louisiana, que hoje corresponde ao estado do Missouri. Após a Guerra de 1812, as conferências canadenses se separaram da igreja americana, formando a Igreja Metodista Episcopal do Canadá [en].

#### Reuniões de acampamento

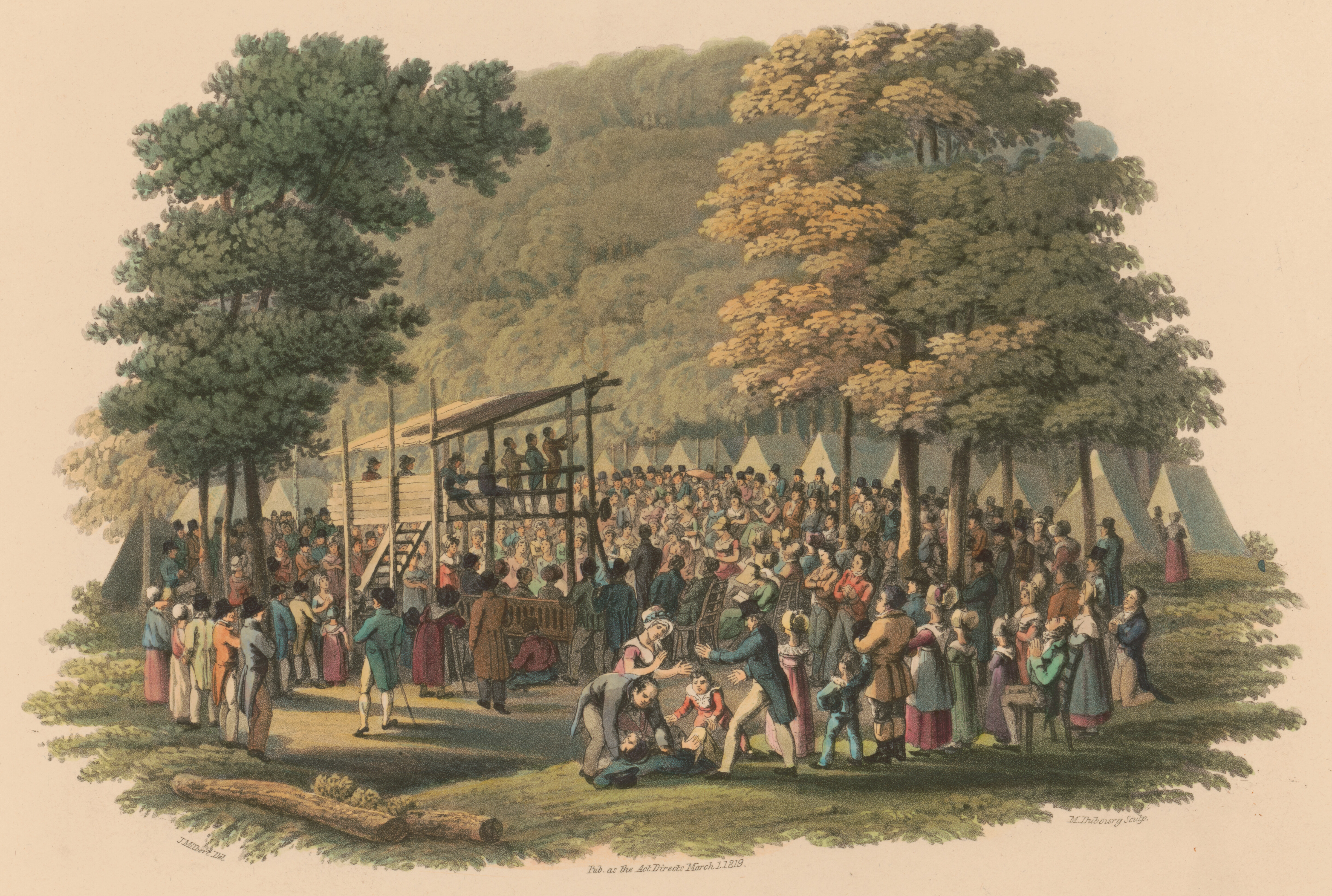
Uma gravura de 1819 de uma reunião de acampamento metodista.

A Renovação em Cane Ridge de 1801, liderado por presbiterianos, deu origem à primeira reunião de acampamento [en] definitiva da história americana. Esse evento de reavivamento, que durou vários dias, foi adotado com entusiasmo pela Igreja Metodista Episcopal. Para os metodistas, as reuniões de acampamento eram ferramentas evangelísticas importantes, mas frequentemente eram alvo de críticas devido ao emocionalismo e entusiasmo demonstrados, como choro, gritos, tremores e quedas. Os líderes metodistas, como Francis Asbury, esperavam que a ordem fosse mantida, mas não se opunham aos efeitos emocionais frequentemente vistos nessas reuniões.
No entanto, outros metodistas, como John Fanning Watson [en], discordavam desse entusiasmo. Em seu livro Methodist Error; or, Friendly Christian Advice: To Those Methodists Who Indulge in Extravagant Religious Emotions and Bodily Exercises, publicado anonimamente em 1814, Watson argumentava que essas demonstrações emocionais não eram apropriadas durante o culto público de cristãos convertidos, devendo ser restritas ao momento da conversão.
Embora os historiadores tenham destacado a importância das reuniões de acampamento nas regiões fronteiriças dos Estados Unidos, esses encontros também foram partes vibrantes da vida comunitária metodista nas áreas mais estabelecidas ao longo da costa leste. Por exemplo, algumas das reuniões mais significativas no início do século XIX ocorreram na Península de Delmarva, uma região que ficou conhecida como o “Jardim do Metodismo”. As reuniões de acampamento frequentemente coincidiam com as reuniões trimestrais metodistas, que eram encontros de negócios de circuito realizados quatro vezes ao ano. Nos Estados Unidos, as reuniões trimestrais já haviam se transformado em festivais religiosos de dois dias, o que levou muitas conferências trimestrais a transformar uma de suas sessões de clima quente em uma reunião de acampamento. Em 1811, os metodistas realizavam entre 400 e 500 reuniões de acampamento por ano, e o historiador Nathan Hatch [en] estima que esses eventos atraíam mais de um milhão de pessoas anualmente.

#### Metodistas afro-americanos

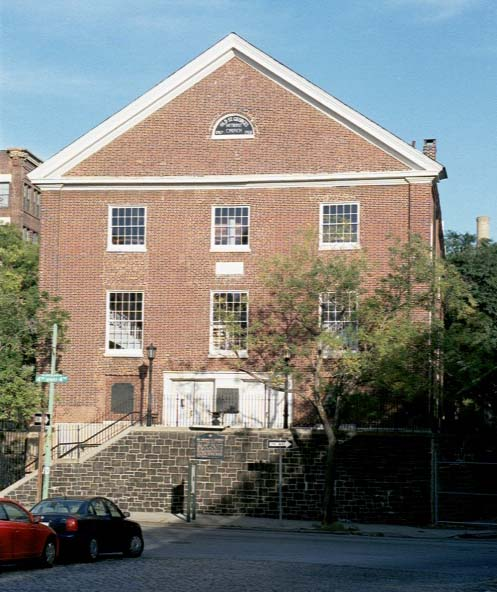
Construída em 1769, a Igreja de São Jorge, na Filadélfia, é a mais antiga igreja metodista em uso contínuo nos Estados Unidos.

A Igreja Metodista Episcopal havia se comprometido com a causa antiescravagista, mas encontrar um equilíbrio em sua postura ficou difícil à medida que o metodismo se expandia para áreas onde a escravidão era prática comum. Para evitar a alienação dos sulistas, a Conferência Geral de 1808 permitiu que as conferências anuais criassem suas próprias políticas sobre a compra e venda de escravos. Em 1816, a Igreja emendou a Disciplina, que inicialmente proibia que os titulares de cargos possuíssem escravos, para que essa proibição se aplicasse apenas nos estados onde a emancipação era legal.
Outro desafio enfrentado pela Igreja Metodista Episcopal foi a dificuldade em garantir total igualdade e inclusão para os membros afro-americanos. Esse fracasso levou à criação de instituições eclesiásticas segregadas sob a supervisão de brancos. Em 1800, a Conferência Geral autorizou os bispos a ordenar homens afro-americanos como diáconos locais. Richard Allen, da Filadélfia, foi o primeiro a ser ordenado de acordo com essa decisão.
Antes disso, em 1794, Allen e outros membros afro-americanos haviam se retirado da Igreja de São Jorge, na Filadélfia, em resposta à discriminação racial praticada por membros brancos da igreja. Sob a liderança de Allen e com a bênção de Francis Asbury, eles fundaram a Igreja Episcopal Metodista Africana Bethel [en].
Sob a liderança de Allen e Daniel Coker [en], a Igreja Bethel e outras congregações afro-americanas se separaram da Igreja Metodista Episcopal para formar a Igreja Metodista Episcopal Africana (AME) em 1816. De acordo com Nathan Bangs, a Igreja Metodista Episcopal pode ter perdido cerca de 900 membros afro-americanos para a Igreja AME no primeiro ano após sua fundação.
Além disso, outros membros afro-americanos também fundaram igrejas separadas. Um grupo com sede em Wilmington, Delaware, criou a Igreja Metodista Protestante União Africana [en] em 1813, e a Igreja Metodista Episcopal Africana de Sião foi formada por metodistas afro-americanos na cidade de Nova York. Esses grupos se separaram devido à falta de prerrogativas e posições dentro da denominação que seus colegas brancos recebiam, como a ordenação, representação e propriedade. No entanto, apesar dessas perdas, a maioria dos metodistas afro-americanos permaneceu na Igreja Metodista Episcopal.

### Era Antebellum (1817-1860)

#### Busca por respeitabilidade
No século XIX, a Igreja Metodista Episcopal tornou-se a maior e mais disseminada denominação nos Estados Unidos, destacando-se como "a mais extensa organização nacional além do governo federal". Durante a era Antebellum, uma nova geração de líderes, pregadores e leigos com mobilidade ascendente conduziu a Igreja Metodista Episcopal à respeitabilidade social e à inclusão no sistema protestante do país. Nesse processo, a MEC passou por transformações que alguns contemporâneos e intérpretes posteriores consideraram um "amolecimento da disciplina, aceitação das normas sociais vigentes, comprometimento das práticas e preceitos wesleyanos fundamentais, abandono da missão evangelística com os marginalizados e perda do fervor profético original do metodismo".
Esse período incluiu a transformação do sistema itinerante em um ministério mais estável. A segunda geração de pregadores metodistas não conseguiu realizar a visão original de Wesley de uma "irmandade celibatária, abnegada e ascética". Cada vez mais, os pregadores eram designados para cargos de congregações fixas com mandatos de dois anos, conhecidos como "estações". Isso permitiu que os pastores vivessem permanentemente na mesma comunidade, ao invés de realizarem visitas curtas a cada duas, quatro ou seis semanas, como era comum anteriormente. A criação de casas pastorais [en] facilitou esse modelo. Em 1858, a MEC no norte dos Estados Unidos havia construído 2.174 casas pastorais para mais de 5.000 pregadores itinerantes.
Com a fixação dos pregadores e suas famílias, surgiram dificuldades para o sistema de reuniões de classe, no qual as sociedades metodistas se baseavam, e o declínio das reuniões de classe começou a ser notado na década de 1820. As funções tradicionais das reuniões de classe e dos líderes de classe, como a disciplina e a formação espiritual, passaram a ser atribuídas aos pregadores e suas esposas. A escola dominical e as sociedades missionárias e de folhetos locais passaram a oferecer alternativas para pequenos grupos, promovendo oração, hinos, testemunhos e exortações. Para acomodar esses esforços educacionais e missionários, os metodistas começaram a construir edifícios maiores e mais imponentes, muitas vezes localizados nas ruas principais, durante as décadas de 1830 e 1840.
Na década de 1830, começaram a surgir vozes críticas à transformação da denominação. Esses críticos eram nostálgicos e desapontados com o fim da era Asbury, que haviam caracterizado como uma época de maior entusiasmo religioso, reavivamentos e reuniões de acampamento. Esses opositores foram apelidados de "corvos" por sua constante insatisfação, expressa no púlpito, em sermões de conferências ou nas páginas dos periódicos metodistas.

#### Novas instituições

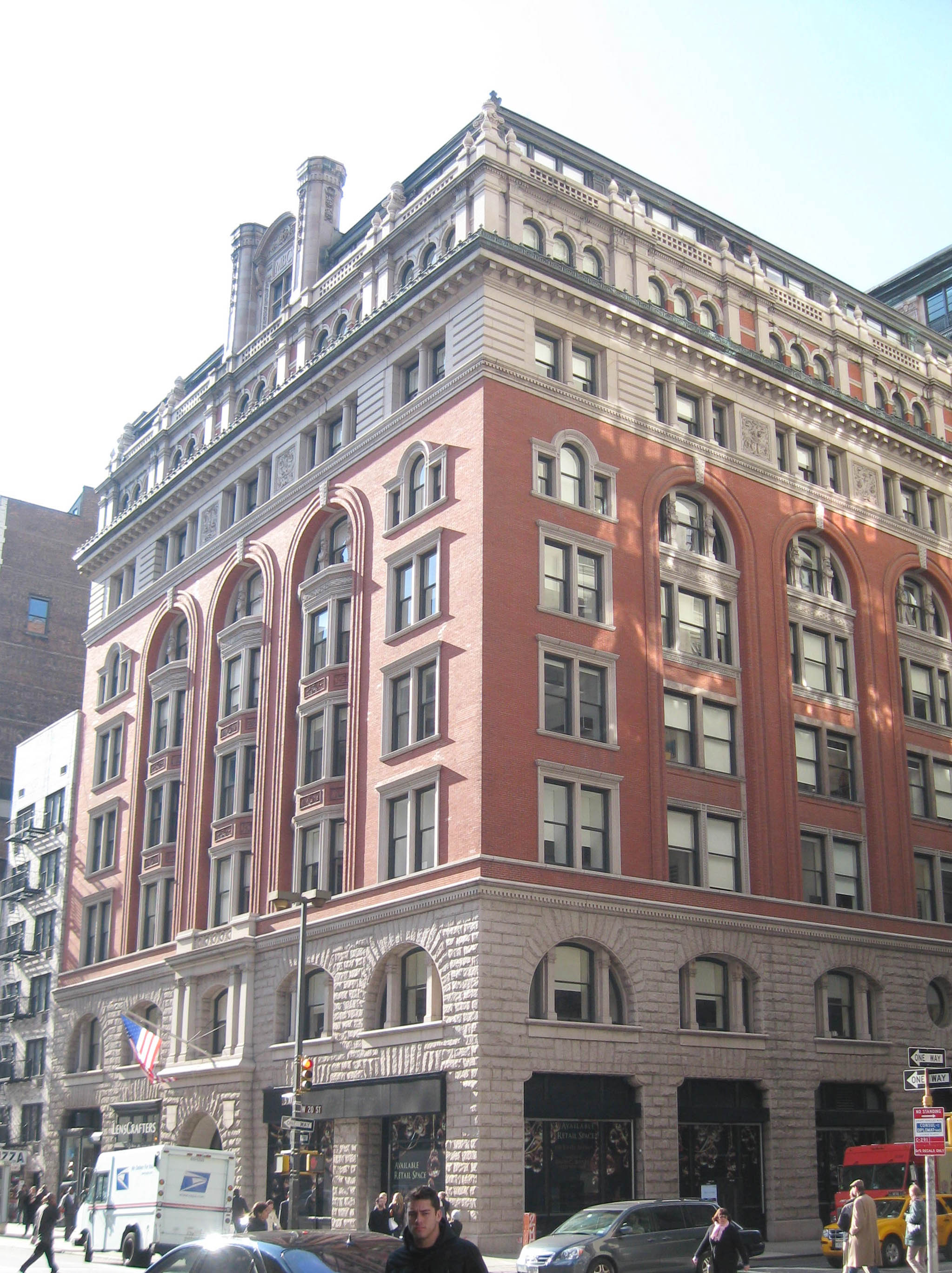
O antigo prédio da Methodist Book Concern na Quinta Avenida, 150, na cidade de Nova York, projetado por en.

A liderança de Nathan Bangs na Igreja Metodista Episcopal foi crucial para a campanha pela respeitabilidade da denominação. Como agente de livros e editor da The Methodist Magazine e do semanário Christian Advocate [en], Bangs se tornou o líder mais visível e influente da MEC até a década de 1860. Sob sua supervisão, Christian Advocate tornou-se o periódico de maior circulação do mundo, e a Book Concern passou de uma simples distribuidora de reimpressões britânicas para uma editora completa, fornecendo literatura para adultos, crianças e escolas dominicais, além de produzir folhetos para a Methodist Tract Society, fundada em 1817.
Na década de 1820, os metodistas estavam prontos para estabelecer instituições de ensino superior. A Conferência Geral de 1820, mencionando a falta de faculdades e seminários não calvinistas, incentivou as conferências anuais a fundar faculdades e seminários sob controle metodista. Cerca de duzentas dessas instituições foram fundadas até a Guerra Civil. Entre elas, destacam-se a Faculdade Augusta [en] (1822), a Universidade McKendree [en] (1828), a Universidade Wesleyan (1831), a Universidade Emory (1836), a Faculdade Emory e Henry [en] (1836), a Universidade DePauw [en] (originalmente a Universidade Indiana Asbury em 1837) e o que se tornaria a Escola de Teologia da Universidade de Boston [en] (1839). Além disso, os metodistas se afiliaram á Faculdade Dickinson e à Faculdade Allegheny [en], já existentes, em 1833. Os metodistas também investiram na educação para mulheres, fundando a Faculdade de Greensboro [en], na Carolina do Norte, e a Faculdade Wesleyana [en], na Geórgia.

#### Missões no período anterior à guerra
Nathan Bangs também desempenhou papel fundamental na criação da Sociedade Missionária da Igreja Metodista Episcopal em 1819, com o objetivo de apoiar o trabalho missionário no exterior. Embora os missionários fossem indicados e supervisionados pelos bispos, a sociedade missionária levantava fundos para apoiar suas atividades.
Em 1834, foi organizada uma Conferência Anual na Libéria. Enquanto estava na Libéria, o Bispo Levi Scott [en] ordenou os primeiros diáconos e presbíteros africanos em 1853. Em 1856, a Conferência Geral criou o cargo de bispo missionário, destinado a supervisionar os campos missionários estrangeiros. A Conferência da Libéria elegeu Francis Burns como seu bispo missionário, e ele foi consagrado em 1858, tornando-se o primeiro bispo afro-americano da Igreja Metodista Episcopal. Como bispo missionário, Burns não tinha autoridade como superintendente geral da igreja, e sua jurisdição episcopal era limitada ao campo missionário que lhe foi atribuído.
Internamente, houve também esforços de evangelização entre tribos nativas americanas, como os Wyandotte de Ohio, os Creek, Cherokee, Choctaw e Chickasaw do sudeste, e os Ojibwe, Oneida [en] e Chippewa da região dos Grandes Lagos. No final da década de 1840, foram formadas Conferências separadas para membros de língua alemã da Igreja Metodista Episcopal que não pertenciam à Associação Evangélica ou aos Irmãos Unidos em Cristo (que mais tarde se fundiriam para formar os Irmãos Evangélicos Unidos, ou EUB). A Conferência de St. Louis, que em 1925 foi assimilada pelas conferências de língua inglesa ao seu redor, incluindo a Conferência de Illinois, é um exemplo dessa expansão e organização.

#### Origens do movimento de santidade
Em 1840, Phoebe Palmer [en] assumiu a liderança de uma reunião de oração para mulheres na cidade de Nova York, iniciada por sua irmã, Sarah. As participantes dessa reunião, conhecida como Reunião de Terça-feira para a Promoção da Santidade, buscavam alcançar a bênção da perfeição cristã ou santificação completa. A perfeição cristã era uma doutrina ensinada por John Wesley, mas que, segundo o acadêmico de religião Randall Balmer, "ficou em segundo plano" à medida que os metodistas conquistaram respeitabilidade e se consolidaram como uma classe média.
Phoebe Palmer mesma teve uma experiência de santificação completa em 1837, quando fez "uma entrega completa" a Deus de todos os aspectos de sua vida. Por meio de seu evangelismo e de seus escritos, Palmer articulou o conceito da "teologia do altar", que delineava um "caminho mais curto" para alcançar a santificação completa, ao se colocar em um altar metafórico e sacrificar os desejos mundanos. Uma vez realizada essa consagração, o cristão poderia ter certeza de que Deus o santificaria. Como descreve o historiador Jeffrey Williams, “Palmer fez da santificação um ato instantâneo realizado por meio do exercício da fé”.
Sob sua liderança, homens começaram a frequentar regularmente as reuniões, incluindo metodistas proeminentes como Nathan Bangs, o bispo Leonidas Hamline [en] e Stephen Olin [en]. Na década de 1850, pessoas de quase todas as denominações protestantes começaram a participar dessas reuniões, que se espalharam pelo país, com algumas chegando a reunir cerca de 200 participantes em 1886. Essas reuniões impulsionaram o surgimento de um movimento de santidade interdenominacional, promovido por publicações como o Guide to Christian Perfection, que publicava testemunhos de pessoas que haviam experimentado a santificação completa. O movimento era predominantemente urbano e liderado principalmente por leigos.

#### Conflito sobre a política episcopal e o abolicionismo

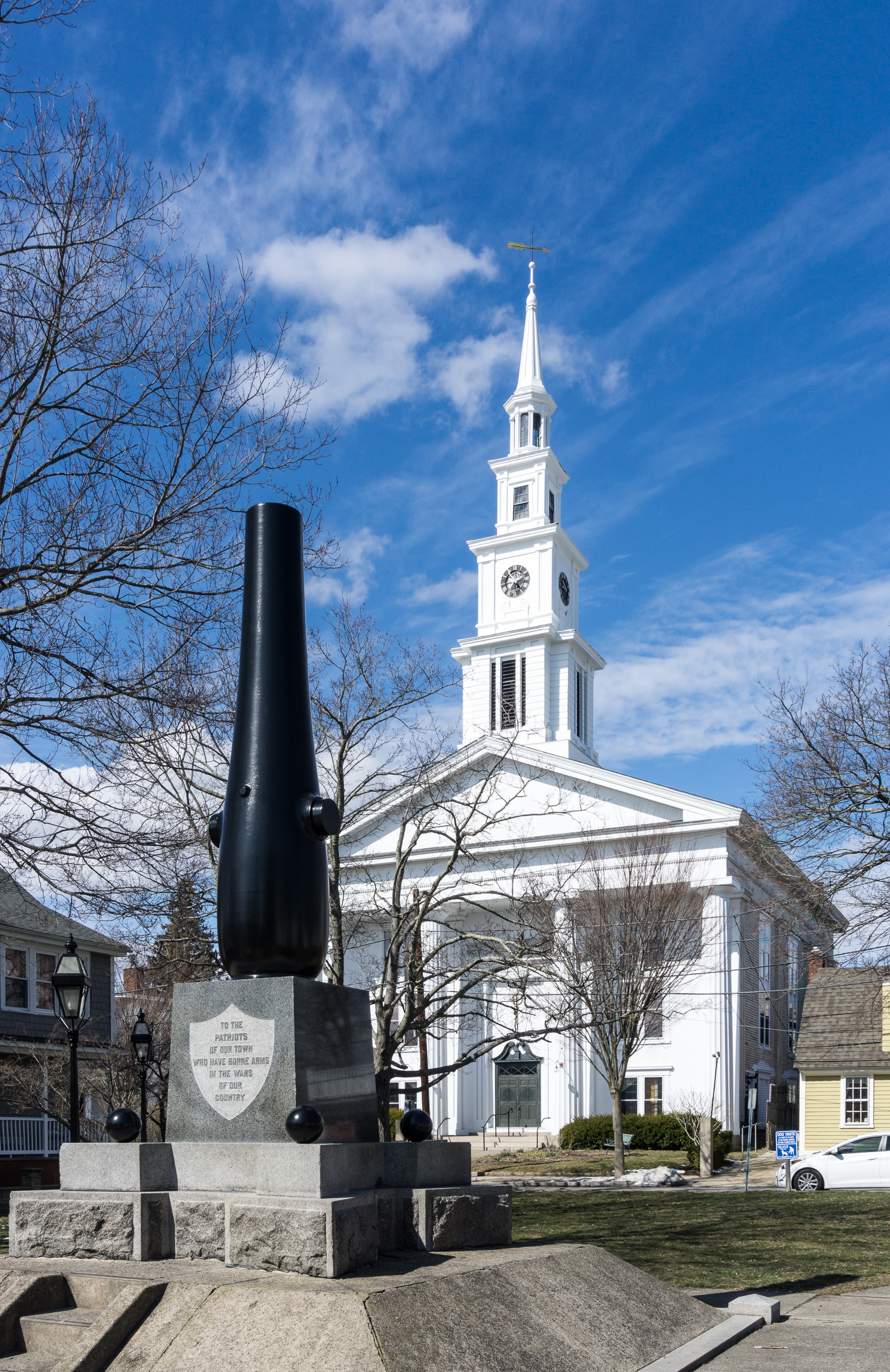
Igreja Metodista Unida de Warren (construída em 1844) e um Memorial da Guerra Civil em Warren Common.

Na década de 1820, surgiu um movimento de reforma dentro da Igreja Metodista Episcopal, com o objetivo de desafiar sua estrutura hierárquica. Os reformadores buscavam que os presbíteros presidentes fossem escolhidos por meio de eleições nas conferências, em vez de serem nomeados pelos bispos. Eles também defendiam a inclusão dos pregadores locais (dois terços do clero metodista) e dos leigos nas conferências anuais e gerais. Essas propostas, especialmente a eleição dos presbíteros presidentes, foram interpretadas como uma ameaça à política episcopal da igreja, sendo consideradas uma violação das Regulamentações Restritivas, segundo o Bispo McKendree e Joshua Soule, autor das regras restritivas.
Após a Conferência Geral de 1824, várias "sociedades sindicais" foram formadas para defender a reforma, enquanto os líderes da igreja tomavam medidas para suprimir qualquer tentativa de alteração da política episcopal. Os anciãos presidentes da Conferência de Baltimore iniciaram processos disciplinares contra 25 leigos e 11 pregadores locais por defenderem a reforma. Simultaneamente, o número de sociedades sindicais crescia. A recusa da Conferência Geral de 1828 em apoiar as reformas democráticas levou a uma divisão definitiva na igreja e à organização da Igreja Protestante Metodista.
Em 1820, no mesmo ano do Compromisso do Missouri, a Igreja Metodista Episcopal revogou sua proibição que impedia pregadores e líderes de possuírem escravos. Nesse período, a igreja também se alinhou estreitamente à Sociedade Americana de Colonização e à sua própria missão liberiana, que propunha o envio de homens livres para evangelizar na África. De acordo com o historiador Donald Mathews, "não havia nenhuma denominação religiosa mais intimamente ligada à colonização do que a Igreja Metodista Episcopal".
Na década de 1830, os abolicionistas dentro da Igreja Metodista Episcopal buscaram resgatar o testemunho antiescravagista da denominação. Uma atividade abolicionista notável ocorreu na Conferência Anual da Nova Inglaterra [en], onde Orange Scott [en] e outros utilizaram as reuniões de acampamento e as estruturas da conferência para atacar a escravidão e a supressão dos sentimentos antiescravistas nas publicações da igreja. Contudo, apesar de seus esforços, Nathan Bangs manteve as mensagens abolicionistas fora dos periódicos da igreja, e os bispos procuraram suprimir os abolicionistas para preservar a unidade da igreja. Os clérigos abolicionistas foram censurados, disciplinados e designados para tarefas difíceis como forma de punição. Os metodistas do sul reagiram defendendo a moralidade da escravidão, alegando que a questão era um assunto político e, portanto, fora da autoridade da igreja para julgar.
Quando as forças pró-escravidão prevaleceram na Conferência Geral de 1840, Scott e seus aliados La Roy Sunderland [en] e Jotham Horton deixaram a igreja. Condenando a MEC como "uma igreja não apenas escravagista, mas defensora da escravidão", esses líderes organizaram, em 1843, uma nova igreja metodista explicitamente abolicionista, chamada Igreja Metodista Wesleyana (não confundir com a igreja britânica de mesmo nome).

#### Cisma sulista de 1844
Apesar da secessão da Igreja Metodista Wesleyana, o movimento antiescravista entre os metodistas do Norte continuou a crescer, com várias conferências aprovando resoluções antiescravistas antes da Conferência Geral de 1844. Apesar das objeções dos metodistas do Sul, a Conferência Geral criou um comitê sobre escravidão, que recomendou que a igreja agisse para “separar a escravidão da igreja”. O que foi mais prejudicial à unidade da denominação, no entanto, foi a decisão da Conferência Geral de ordenar que o Bispo James Osgood Andrew [en], que era proprietário de escravos, "desistisse do exercício desse cargo enquanto o impedimento permanecesse", com base no fato de que o fato de possuir escravos o impediria de ministrar efetivamente como bispo no Norte.
Em resposta, um comitê de nove pessoas foi formado para estudar a possibilidade de uma separação amigável da igreja. O comitê propôs um Plano de Separação, que estabeleceria uma fronteira geográfica entre as duas igrejas e uma divisão pacífica de propriedades, como a Book Concern e os recursos do fundo de pensão do Chartered Fund. Apesar das preocupações de que essa proposta causaria "guerra e conflitos nas conferências fronteiriças", o plano foi aprovado pela Conferência Geral. No entanto, como exigia uma emenda aos Regulamentos Restritivos, o plano precisava ser ratificado por três quartos das conferências anuais, o que resultou em sua rejeição pelas conferências do Norte.
As conferências do Sul, no entanto, deram continuidade ao Plano de Separação na Convenção de Louisville de 1845 e realizaram a primeira Conferência Geral da Igreja Metodista Episcopal do Sul (MECS) em 1846. Essa ação deu início a uma disputa entre as conferências do Norte e do Sul para recrutar o maior número possível de estações e circuitos fronteiriços, especialmente nas regiões da Península de Delmarva, Oeste da Virgínia, Kentucky, Ohio e Missouri. Enquanto isso, a Conferência Geral da MEC de 1848 declarou que o Plano de Separação não havia recebido os votos necessários e, portanto, não poderia ser usado para dividir legalmente a igreja. A disputa sobre a legalidade da separação e a divisão da propriedade da Book Concern só foi resolvida em 1853, quando a Suprema Corte dos EUA decidiu, no caso Smith v. Swormstedt, que a criação da MECS era legal.

#### Cisma dos Metodistas Livres em 1860
A raiva do Norte em relação à Lei do Escravo Fugitivo de 1850 [en] trouxe mais turbulência à Igreja Metodista Episcopal. A Conferência de Genesee, em Nova York, foi uma das mais afetadas. Lá, metodistas com uma mentalidade reformista, liderados por B. T. Roberts [en], protestaram não apenas contra a escravidão, mas também contra outras práticas vistas como acomodação cultural, como o aluguel de bancos (que afastava os pobres) e o declínio dos reavivamentos e do ensino da santidade. A liderança da conferência respondeu perseguindo e expulsando Roberts e seus colegas, que então organizaram a Igreja Metodista Livre em 1860.
Preocupada com as deserções para a Igreja Metodista Livre, a Conferência Geral de 1860 declarou que possuir escravos era “contrário às leis de Deus e da natureza” e inconsistente com as regras da igreja. Isso gerou uma onda de petições das conferências de fronteira exigindo que a igreja retornasse a uma posição neutra em relação à escravidão. A conferência anual de Baltimore se dividiu ao meio, com membros pró-escravidão se separando da MEC. Kentucky e Missouri logo se tornaram campos de batalha religiosos, pois os metodistas se dividiram em campos pró-União e pró-Confederados.

### Guerra Civil e Reconstrução (1861-1877)

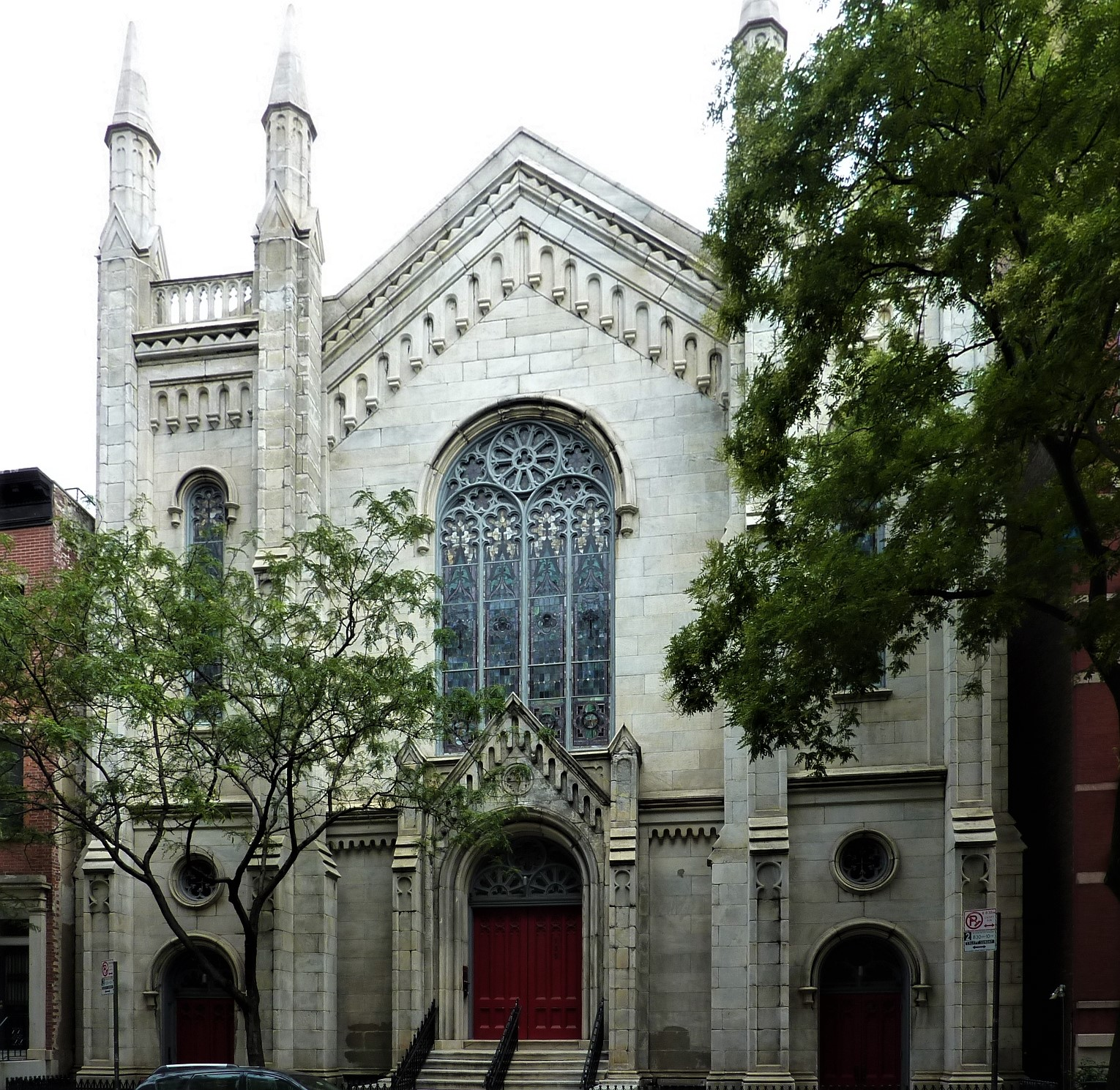
Igreja Metodista Episcopal de Washington Square, construída em 1860.

A divisão metodista sobre a escravidão refletiu a crescente divisão nacional nos Estados Unidos, culminando na Guerra Civil Americana. A controvérsia sobre a escravidão foi um dos fatores que levou os estados do sul a se separarem da União e formarem os Estados Confederados da América. Durante esse período, a Igreja Metodista Episcopal (MEC) se destacou como uma das denominações mais ativas no apoio à União. O historiador Richard Carwardine [en] argumenta que, para muitos metodistas, a eleição de Abraham Lincoln como presidente em 1860 representava a chegada do reino de Deus na América. Eles foram movidos por uma visão de liberdade para os escravos, a eliminação do terror contra abolicionistas piedosos, a libertação do domínio da escravidão e a busca por uma nova direção para a União.
Os metodistas desempenharam um papel crucial durante a guerra, contribuindo com muitos capelães para o Exército da União e se envolvendo ativamente com a Comissão Cristã dos Estados Unidos [en], uma organização protestante que prestava serviços religiosos aos soldados e contribuiu para reavivamentos entre os militares entre 1863 e 1865. A revista Ladies' Repository, uma publicação voltada para mulheres e crianças, foi uma importante ferramenta de ativismo cristão, promovendo uma visão da guerra como uma cruzada moral contra uma civilização sulista corrupta pela escravidão. Ela também incentivava as famílias a se engajarem na causa da União, oferecendo atividades para apoiar o esforço de guerra.
Embora a maioria dos metodistas do norte apoiasse amplamente o esforço de guerra, uma minoria discordava, incluindo aqueles que simpatizavam com os copperheads. Esses metodistas se uniram para formar a União Cristã, uma nova denominação.
Após a derrota da Confederação, a MEC teve um papel significativo no apoio à linha dura dos republicanos radicais em relação ao Sul branco. Em um movimento altamente controverso, a MEC do Norte usou o exército para assumir o controle de igrejas metodistas nas grandes cidades do Sul, o que gerou fortes protestos da Igreja Metodista Episcopal do Sul. Em novembro de 1863, uma ordem do Departamento de Guerra autorizou os metodistas do Norte a ocupar igrejas da Igreja Metodista Episcopal do Sul, desde que um ministro leal estivesse presente. Esse episódio exemplificou a tensão e as divisões dentro da denominação.
Durante o período de Reconstrução, as igrejas do Norte enviaram missionários, professores e ativistas ao Sul para ajudar os libertos. No entanto, foi a Igreja Metodista Episcopal do Norte que teve um impacto mais significativo, realizando muitas conversões e assumindo um papel de liderança em iniciativas educacionais e sociais. A MEC esteve muito envolvida no Escritório dos Libertos [en], especialmente em funções educacionais cruciais, como superintendentes estaduais de educação na Virgínia, Flórida, Alabama e Carolina do Sul. O foco da igreja no trabalho social e educacional abriu caminho para o movimento do Evangelho Social nos anos seguintes.
Matthew Simpson [en], um importante bispo da MEC, foi uma figura central nesse movimento, sendo descrito por seu biógrafo como o “Sumo Sacerdote dos Republicanos Radicais”. Além disso, a liderança das mulheres da MEC, fortalecida durante a guerra, se traduziu em iniciativas como a criação de orfanatos e lares para idosos, com destaque para a Sociedade Missionária do Lar da Mulher, fundada em 1882, que teve um papel fundamental na expansão dessas instituições.

### Divisões pós-Guerra Civil
Em 1895, durante o movimento de santidade do século 19, o ministro episcopal metodista Phineas F. Bresee fundou a Igreja do Nazareno [en] em Los Angeles, com o apoio de Joseph Pomeroy Widney. A criação da Igreja do Nazareno foi motivada pela percepção de uma necessidade maior de ministrar às comunidades urbanas e empobrecidas, o que influenciou a escolha do nome "Nazareno". Entre 1907 e 1908, várias outras denominações de santidade, cerca de 15 no total, que também haviam se separado da Igreja Metodista Episcopal, se uniram à Igreja do Nazareno, contribuindo para sua expansão internacional. A nova Igreja do Nazareno preservou a tradição episcopal metodista no campo educacional, operando atualmente 56 instituições educacionais em todo o mundo, incluindo oito faculdades de artes liberais nos Estados Unidos, cada uma vinculada a uma “região educacional.

## Crenças e padrões
As doutrinas da Igreja Metodista Episcopal estão principalmente fundamentadas nos Artigos de Religião, com ênfase em princípios como "Redenção Universal, Livre Arbítrio do Homem, Regeneração ou Novo Nascimento, Adoção, Testemunho do Espírito e Santificação Total ou Amor Perfeito". Os probacionistas, que buscavam se tornar membros plenos da Igreja Metodista Episcopal, afirmavam seu desejo de “fugir da ira vindoura e serem salvos de seus pecados”, o que deveria ser evidenciado pela "observância das Regras Gerais", as quais delineavam os padrões da conexão metodista.
Esses padrões incluíam a proibição de casamentos com pessoas não convertidas; a proibição da compra, venda e uso de bebidas alcoólicas; a abstinência de tabaco; e a recomendação de não usar "ouro e roupas caras". A Igreja Metodista Episcopal também proibia "cantar músicas ou ler livros que não contribuam para o conhecimento ou amor de Deus", bem como atividades como "dançar, jogar jogos de azar, assistir a teatros, corridas de cavalos, circos, festas dançantes, ou patrocinar escolas de dança, ou participar de outras diversões consideradas moralmente questionáveis”.

## Divisões e fusões
A seguir, estão listadas as principais divisões e fusões na história da Igreja Metodista Episcopal:
- 1767: O Rev. Philip William Otterbein e Martin Boehm iniciaram o evangelismo metodista entre os imigrantes de língua alemã, formando a Irmãos Unidos em Cristo, que mais tarde se fundiu com a Igreja Metodista Unida em 1968;[152][153]
- 1784: A histórica Conferência de Natal na Igreja Metodista de Lovely Lane, em Baltimore, marcou a organização da Igreja Metodista Episcopal e a ordenação de Francis Asbury como bispo;
- 1793: A primeira separação reconhecida ocorreu com James O'Kelly, que formou os "Metodistas Republicanos", mais tarde chamados de Igreja Cristã ou Conexão Cristã, que, após várias fusões, se tornou parte da Igreja Unida de Cristo em 1957;[154]

- 1800: Jacob Albright organizou a Associação Evangélica para atender aos metodistas de língua alemã;[155]
- 1813: A Igreja Metodista Reformada foi organizada por Pliny Brett e Elijah Bailey, com foco em Massachusetts e Vermont, e se fundiu com as Igrejas de Cristo em União Cristã em 1952;[156]
- 1816: A Igreja Metodista Episcopal Africana foi organizada na Filadélfia por Richard Allen, atendendo à comunidade afro-americana, após sua ordenação por Francis Asbury em 1799;[6]
- 1820: A Igreja Metodista Episcopal Africana de Sião foi organizada em Nova York;[157]
- 1828: Os canadenses formaram sua própria Igreja Metodista;[158]
- 1828: A Igreja Metodista Protestante se separou sob a liderança de Nicholas Snethen e Asa Shinn, com a disputa centrada no papel dos leigos no governo da igreja, e se fundiu em 1939;[159]
- 1843: A Igreja Metodista Wesleyana foi organizada e se fundiu com a Igreja de Santidade do Peregrino em 1968, formando a Igreja Wesleyana;[160]
- 1844: A Igreja Metodista Episcopal do Sul se separou devido à controvérsia sobre a escravidão. Durante a Guerra Civil Americana (1861-1865), adotou o nome de Igreja Metodista Episcopal nos Estados Confederados da América;[161]

- 1860: A Igreja Metodista Livre foi formada por B. T. Roberts e outros, com diferenças centradas no ethos tradicional/rural versus moderno/urbano;[162][8]
- 1870: A Igreja Metodista Episcopal de Cor foi formada a partir da Igreja Metodista Episcopal do Sul para atender aos metodistas afro-americanos. Mais tarde, passou a se chamar Igreja Metodista Episcopal Cristã;[163]
- 1895: A Igreja do Nazareno é organizada por Phineas F. Bresee;[164]
- 1897: A Igreja Pentecostal de Santidade da Carolina do Norte foi formada e, em 1911, se fundiu com a Igreja de Santidade Batizada pelo Fogo, formando o que hoje é conhecido como a Igreja Internacional de Santidade Pentecostal;[165]
- 1897: A Igreja de Santidade do Peregrino é organizada;[166]
- 1939: A Igreja Metodista Episcopal, a Igreja Metodista Episcopal do Sul e a Igreja Protestante Metodista se fundiram para formar a Igreja Metodista;[167]
- 1946: A Igreja Evangélica (Associação Evangélica de Albright) e a herança de Otterbein na Igreja dos Irmãos Unidos em Cristo se fundiram para formar a Igreja Evangélica dos Irmãos Unidos;[168]

- 1968: A Igreja Evangélica dos Irmãos Unidos e a Igreja Metodista se fundiram, formando a Igreja Metodista Unida.[169]